# Will Shipley
William L. Shipley (Weddington, 29 agosto 2002) è un giocatore di football americano statunitense che milita nel ruolo di running back per i Philadelphia Eagles della National Football League (NFL).

## Carriera universitaria
Shipley si unì ai Clemson Tigers nel gennaio 2021. Fu nominato running back titolare prima della partita contro North Carolina State. Chiuse la stagione con 739 yard corse e 11 touchdown.
Nel 2022 Shipley fu inserito nella formazione ideale dell'Atlantic Coast Conference dopo avere corso 1.182 yard e segnato 15 touchdown. Nel 2023 scese a 827 yard corse e 5 touchdown.

## Carriera professionistica

### Philadelphia Eagles
Shipley fu scelto nel corso del quarto giro (127º assoluto) del Draft NFL 2024 dai Philadelphia Eagles. Debuttò come professionista nel primo turno subentrando nella vittoria contro i Green Bay Packers per 34-29 alla Corinthias Arena di San Paolo, in Brasile. La sua prima stagione si chiuse con 82 yard corse su 30 tentativi in 16 presenze, di cui una come titolare.

## Palmarès
- Super Bowl : 1

Philadelphia Eagles: LIX
- National Football Conference Championship:1

Philadelphia Eagles: 2024